# Ligue de football de la Province Orientale
Navigation
Édition précédente Édition suivante
La Ligue de football de la Province Orientale (Lifpo) est la ligue de football de haut niveau de la province appelée Province Orientale. Chaque année, des clubs de la lifski sont relégués dans les divisions inférieures, telle que l'EUFKIS. Cette Ligue fait partie de la Fédération congolaise de football association (FECOFA).
Cette compétition réunit les clubs des villes telles que : Kisangani, Bunia
En 2012, la lifpo devient une 2e Division, à la suite de la création d’une 1re Division répartie en trois groupes. En 2018, la lifpo devient une 3e Division, à la suite de la création d’une 2e Division répartie en trois groupes.

## Palmarès
- 2003 : TS Malekesa (Kisangani) [2]
- 2006 : AS Nika (Kisangani) [3]
- 2007 : TS Malekesa (Kisangani) [4]
- 2008 : TS Malekesa (Kisangani) [5]
- 2010 : AS Nika (Kisangani) [6]
- 2013 : CS Manoma (Kisangani)
- 2014 : CS El Dorado (Bunia)[1]